# Michael Robinson (Fußballspieler)
Michael John Robinson (* 12. Juli 1958 in Leicester; † 28. April 2020 in Madrid) war ein in England geborener und ehemals für die irische Nationalmannschaft auflaufender Fußballspieler. Zwischen 1979 und 1989 stand der Stürmer bei den Erstligisten Manchester City, Brighton & Hove Albion, FC Liverpool, Queens Park Rangers und in Spanien CA Osasuna unter Vertrag. Dabei feierte er 1984 in Liverpool mit dem Gewinn des „Triples“ aus Europapokal der Landesmeister, englischer Meisterschaft und Ligapokal den größten Erfolg. Seit 1987 lebte Robinson in Spanien und arbeitete nach seiner Laufbahn als Fußballspieler dort für verschiedene Medienformate rund um den Fußball- und Rugbysport.

## Sportlicher Werdegang

### Vereinskarriere
Im Alter von gerade einmal 16 Jahren kam Robinson in der Saison 1975/76 für den damaligen Drittligisten Preston North End zu zwei ersten Ligaeinsätzen. Vor allem nach dem Aufstieg in die Second Division machte er dann in der Spielzeit 1978/79 von sich reden, als er 13 Tore in 36 Spielen zu einem überraschend guten siebten Platz beisteuerte und damit die Aufmerksamkeit von Malcolm Allison auf sich lenkte, der zu diesem Zeitpunkt Trainer des Erstligisten Manchester City war. Für einen unterklassigen Spieler war die Ablösesumme von 750.000 Pfund ungewöhnlich hoch und so erwarteten die Anhänger der „Citizens“ entsprechend viel. Das Experiment scheiterte nach nur einem Jahr. Acht Tore in 30 Ligaspielen waren ebenso zu wenig wie insgesamt der siebzehnte Abschlusstabellenplatz und für nur noch 400.000 Pfund ging Robinson dann zum Erstligaaufsteiger Brighton & Hove Albion.
Innerhalb der folgenden drei Jahre entwickelte er sich bei dem kleinen Südküstenklub zu einem der besten Stürmer im englischen Fußball. Wenngleich technisch zuweilen etwas limitiert, zeigte sich Robinson in der Saison 1980/81 sehr torgefährlich und mit 19 Ligatreffern hatte er nur einen weniger angesammelt als die Torschützenkönige Peter Withe und Steve Archibald. Damit schoss er den Klub fast im Alleingang zum Klassenerhalt und auch im folgenden Jahr erzielte er elf der 43 Brighton-Tore, die ein weiteres Mal den Verbleib in der englischen Eliteliga sicherten. Das dritte und letzte Jahr für die „Möwen“ brachte gleichsam seinen bis dato größten Erfolg als auch eine herbe Enttäuschung. Zum einen stieg er mit Brighton als Tabellenletzter in die zweite Liga ab. Dessen ungeachtet war der Einzug ins Finale des FA Cups aber eine große Errungenschaft und in diesem Endspiel musste man sich Manchester United erst nach einem Wiederholungsspiel geschlagen geben. Besonders seine auffallend gute Leistung beim 2:2 im ersten Spiel brachte ihm großes Lob ein, wenngleich die zweite Partie mit einer deutlichen 0:4-Niederlage endete. Im Nachgang zeigten sich neben Manchester United dann noch Newcastle United und der FC Liverpool an einer Verpflichtung interessiert und die „Reds“ aus Liverpool, die kurz zuvor erneut die Meisterschaft gewonnen hatten, erhielten letztlich den Zuschlag.
Die Konkurrenz war mit Stürmern wie Kenny Dalglish und Ian Rush hochkarätig und obwohl Robinson in seinen ersten neun Spielen ohne Treffer blieb, verlor Trainer Joe Fagan nicht die Geduld. Mit zwei Toren zum 5:0-Sieg gegen Odense BK platzte der Knoten und es folgte gut zwei Wochen später ein Hattrick gegen West Ham United. Bis Mitte März 1984 war er zunächst eine Konstante im Angriffsspiel des FC Liverpool, bevor er in der entscheidenden Phase sukzessive seinen Platz im Team verlor. Im siegreichen Ligapokalfinalduell gegen den FC Everton wurde er in der Verlängerung des ersten Spiels (0:0) im Wembley-Stadion eingewechselt, saß aber bei der Neuauflage in der Maine Road (1:0) über die volle Distanz auf der Ersatzbank. Die Saison endete aber mit dem größten sportlichen Erfolg in seiner Karriere. Im Endspiel des europäischen Landesmeisterwettbewerbs wurde er in der Verlängerung für Dalglish eingewechselt und somit war er Teil der letztlich siegreichen Mannschaft – zu den Protagonisten des entscheidenden Elfmeterschießen zählte er jedoch nicht. Das zweite Jahr in Liverpool verlief für Robinson enttäuschend und endete nach nur sieben Auftritten in der Startelf vorzeitig im Dezember 1984. Er wechselte daraufhin innerhalb der First Division zu den Queens Park Rangers nach London.
Bei „QPR“ fand er jedoch nur sehr zögerlich in die Mannschaft. Stürmer wie Gary Bannister und John Byrne hatten zumeist ihren Stammplatz sicher und so erhielt Robinson erst über defensivere Rollen ab November 1985 seine Bewährungschancen. Dabei bestritt er gegen Oxford United im April 1986 sein zweites Endspiel im Ligapokal, verlor dieses aber mit 0:3. Zuvor hatte er im Halbfinalrückspiel mit einem 2:2 (Hinspiel: 1:0) seinen Ex-Klub aus Liverpool aus dem Wettbewerb eliminiert. Bis kurz nach dem Jahreswechsel 1986/87 kam er weiter nur sporadisch zum Zuge und in der Folge heuerte er im Januar 1987 beim spanischen Erstligisten CA Osasuna an. Gemeinsam mit seinem Ex-Liverpool-Mannschaftskameraden Sammy Lee, der sich ein halbes Jahr später ebenso in Osasuna anschloss, verbrachte Robinson bis zum Ende der Saison 1988/89 eine sportlich erfolgreiche Zeit und war besonders im Frühjahr 1988 mit dem fünften Abschlusstabellenplatz Teil einer überraschend guten Mannschaftsleistung. Nach seinem Rücktritt im Alter von 31 Jahren blieb Robinson in Spanien, er lernte, die Sprache fließend zu sprechen, und arbeitete fortan für diverse Sportformate in der spanischen Medienlandschaft.

### Irische Nationalmannschaft
Robinson verdankte die Spielberechtigung für die irische Nationalmannschaft seinen aus Irland stammenden Großeltern. Am 28. Oktober 1980 debütierte er im Pariser Prinzenparkstadion gegen Frankreich. Die Partie in der WM-Qualifikation endete mit einer 0:2-Niederlage und in demselben Wettbewerb schoss er gegen Zypern (6:0) sein erstes von insgesamt vier Länderspieltoren. Obwohl Robinson für Irland nur selten seine Torgefährlichkeit unter Beweis stellte, war er in der Regel eine feste Größe in den Planungen von Trainer Eoin Hand. Erst als 1986 Jack Charlton Hands Nachfolge antrat, ging seine internationale Laufbahn nach nur noch zwei weiteren Auftritten und am Ende 24 Länderspielen zu Ende.

## Medientätigkeiten
Nach dem Ende seiner sportlichen Laufbahn startete Robinson in Spanien eine Medienkarriere. Dabei begleitete er zunächst den öffentlich-rechtlichen Sender RTVE im Rahmen der Berichterstattung der WM 1990 in Italien. Später arbeitete er als Kommentator und Moderator für die von Cadena SER ausgestrahlte Radiosendung El Larguero und später für den spanischen Pay-TV-Sender Canal+. Dort war er zwischen 1991 und 2005 langjährig für die Fußball- und Comedyshow El día después tätig. Nachdem die Sendung eingestellt worden war, blieb er dem Sender weiter erhalten und begann seine Arbeit als Co-Kommentator bei sonntäglichen Livespielen und als Moderator des monatlichen Magazins Informe Robinson.
Daneben war er als Experte für den irischen Sender Setanta Sports beschäftigt und zudem Präsident der spanischen Rugbyliga Superibérica de Rugby. Für Canal+ berichtete er darüber hinaus von der Rugby-Weltmeisterschaft und dem Six-Nations-Turnier. Auch bei Filmsynchronisierungen und als Werbestimme ist Robinson in der spanischen Öffentlichkeit bekannt geworden.

## Tod
Am 28. April 2020 starb Michael Robinson im Alter von 61 Jahren nach einer Krebserkrankung.

## Titel/Auszeichnungen
- Europapokal der Landesmeister (1): 1984
- Englische Meisterschaft (1): 1984
- Englischer Ligapokal (1): 1984